# Stylopoma haywardi
Stylopoma haywardi is een mosdiertjessoort uit de familie van de Schizoporellidae. De wetenschappelijke naam van de soort is voor het eerst geldig gepubliceerd in 2009 door Winston & Woollacott.